# ماريا دي ليون

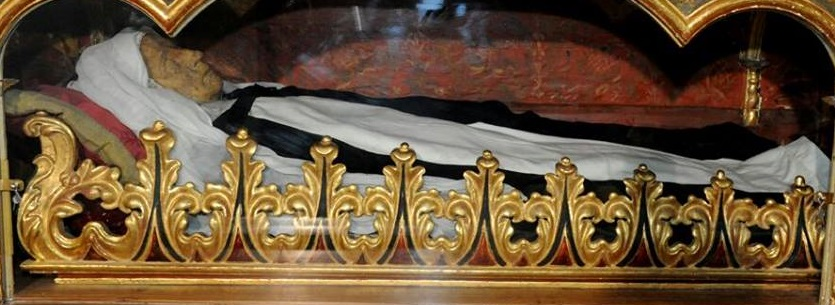
الجسم سليما

ماريا دي ليون ودلغادو (بالإسبانية: María de León y Delgado)‏ (23 مارس، 1643، إل ساوثال، تينيريفي - 15 فبراير 1731، سان كريستوبال دي لا لاغونا، تينيريفي) راهبة كاثوليكية إسبانية ارتبط اسمها بالعديد من المعجزات والظواهر الغامضة.
ولدت في عائلة فقيرة ومتدينة، وعرضتها والدتها للتبني حتى تتمكن من الحصول على حياة أفضل، ولكن الأسرة التي تبنتها كانت تمتهن استرقاق الفتيات إذ نووا أخذ الطفلة إلى القارة الأمريكية دون موافقة والدتها البيولوجية. لكن أمها اعادت استرداد ابنتها وإعادتها إلى بيت أعمام الفتاة. بعدها أرادت أن تكون راهبة للتكفير عن ذنبها فذهبت بها إلى الدير في مدينة سان كريستوبال دي لا لاغونا سنة 1668.
وفي الدير أصبحت راهبة روي عنها عدة عجائب خارقة، وتوفيت في 15 فبراير 1731 وبعد ثلاث سنوات من وفاتها، عثر على جثتها سليمة مما زاد في شهرة ماريا دي ليون. أصبح يوم 15 فبراير يوما يقوم به المتدينون الكاثوليك بالحج إلى دير سانت كاترين من سيينا منطقة جزر الكناري لزيارة القديسة ولتبجيل جسدها. وقد تم تطويبها في ما بعد.